# Tawhitia
Tawhitia és un gènere d'arnes de la família Crambidae.

## Taxonomia
- Tawhitia glaucophanes (Meyrick, 1907)
- Tawhitia pentadactylus (Zeller, 1863)